# Black Velvet (Alannah Myles)
"Black Velvet" is een nummer van de Canadese zangeres Alannah Myles. Het nummer verscheen op haar naar haarzelf vernoemde debuutalbum uit 1989. Op 4 december van dat jaar werd het nummer eerst in Australië en Nieuw-Zeeland op single uitgebracht als de tweede single van het album. Op 26 februari 1990 werd de single uitgebracht in Europa, de Verenigde Staten, Canada en Japan.

## Achtergrond
"Black Velvet" is geschreven door de Canadese songwriters David Tyson en Christopher Ward en is geproduceerd door Tyson. Alhoewel zijn naam niet direct in de tekst wordt genoemd, is het nummer een ode aan Elvis Presley. Ward, de toenmalige vriend van Myles, kreeg de inspiratie voor het nummer terwijl hij in 1987 in een bus met Elvis-fans zat die onderweg was naar Graceland ter gelegenheid van de tiende sterfdag van Presley. Toen hij terugkeerde naar Canada, liet hij zijn idee horen aan Myles en producer Tyson, die de akkoorden voor het nummer schreef. Een demoversie van het nummer was te horen op een bandje waarmee Myles een platencontract bij Atlantic Records verdiende.
Atlantic Records gaf "Black Velvet" aan countryartieste Robin Lee, die het opnam voor haar album Black Velvet, tot grote teleurstelling van Myles. In Australië en Nieuw-Zeeland werd de versie van Myles in december 1989 uitgebracht, terwijl de versie van Lee pas in februari 1990 uitkwam. Hierdoor werd Myles door Atlantic gepromoot op pop- en rockzenders, terwijl Lee op countryzenders de aandacht kreeg. De versie van Myles werd een wereldwijde hit en behaalde de nummer 1-positie in de Verenigde Staten, Noorwegen, Zweden en Zwitserland. In haar thuisland Canada kwam het nummer echter niet verder dan de tiende plaats. In Vlaanderen kwam het nummer tot de tweede plaats in de Ultratop 50 en in Nederland behaalde het de derde positie in zowel de Nederlandse Top 40 als de Nationale Top 100. In 1991 kreeg Myles voor het nummer een Grammy Award in de categorie Best Rock Vocal Performance, Female.
De videoclip van "Black Velvet" door Myles werd deels opgenomen in de ranch van haar familie in Buckhorn in Ontario. Myles zingt het nummer op de veranda, waar haar gitarist ook zit. Deze beelden worden afgewisseld door scènes waarin zij het nummer in een concert ten gehore brengt. In 2007 bracht zij een nieuwe versie van het nummer uit op een tribute-ep ter gelegenheid van de dertigste sterfdag van Presley, welke in 2009 ook op haar album Black Velvet stond. In 1995 bracht Bert Heerink een Nederlandstalige cover van het nummer uit onder de titel "Rocksterren", met een Nederlandse tekst geschreven door Peter Koelewijn.

## Hitnoteringen

### Nederlandse Top 40
| Hitnotering: 07-04-1990 t/m 07-07-1990 | Hitnotering: 07-04-1990 t/m 07-07-1990 | Hitnotering: 07-04-1990 t/m 07-07-1990 | Hitnotering: 07-04-1990 t/m 07-07-1990 | Hitnotering: 07-04-1990 t/m 07-07-1990 | Hitnotering: 07-04-1990 t/m 07-07-1990 | Hitnotering: 07-04-1990 t/m 07-07-1990 | Hitnotering: 07-04-1990 t/m 07-07-1990 | Hitnotering: 07-04-1990 t/m 07-07-1990 | Hitnotering: 07-04-1990 t/m 07-07-1990 | Hitnotering: 07-04-1990 t/m 07-07-1990 | Hitnotering: 07-04-1990 t/m 07-07-1990 | Hitnotering: 07-04-1990 t/m 07-07-1990 | Hitnotering: 07-04-1990 t/m 07-07-1990 | Hitnotering: 07-04-1990 t/m 07-07-1990 | Hitnotering: 07-04-1990 t/m 07-07-1990 |
| Week                                   | 1                                      | 2                                      | 3                                      | 4                                      | 5                                      | 6                                      | 7                                      | 8                                      | 9                                      | 10                                     | 11                                     | 12                                     | 13                                     | 14                                     |                                        |
| -------------------------------------- | -------------------------------------- | -------------------------------------- | -------------------------------------- | -------------------------------------- | -------------------------------------- | -------------------------------------- | -------------------------------------- | -------------------------------------- | -------------------------------------- | -------------------------------------- | -------------------------------------- | -------------------------------------- | -------------------------------------- | -------------------------------------- | -------------------------------------- |
| Positie                                | 30                                     | 21                                     | 13                                     | 10                                     | 6                                      | 4                                      | 3                                      | 3                                      | 4                                      | 8                                      | 11                                     | 17                                     | 23                                     | 35                                     | uit                                    |

### Nationale Top 100
| Hitnotering: 31-03-1990 t/m 21-07-1990 | Hitnotering: 31-03-1990 t/m 21-07-1990 | Hitnotering: 31-03-1990 t/m 21-07-1990 | Hitnotering: 31-03-1990 t/m 21-07-1990 | Hitnotering: 31-03-1990 t/m 21-07-1990 | Hitnotering: 31-03-1990 t/m 21-07-1990 | Hitnotering: 31-03-1990 t/m 21-07-1990 | Hitnotering: 31-03-1990 t/m 21-07-1990 | Hitnotering: 31-03-1990 t/m 21-07-1990 | Hitnotering: 31-03-1990 t/m 21-07-1990 | Hitnotering: 31-03-1990 t/m 21-07-1990 | Hitnotering: 31-03-1990 t/m 21-07-1990 | Hitnotering: 31-03-1990 t/m 21-07-1990 | Hitnotering: 31-03-1990 t/m 21-07-1990 | Hitnotering: 31-03-1990 t/m 21-07-1990 | Hitnotering: 31-03-1990 t/m 21-07-1990 | Hitnotering: 31-03-1990 t/m 21-07-1990 | Hitnotering: 31-03-1990 t/m 21-07-1990 | Hitnotering: 31-03-1990 t/m 21-07-1990 |
| Week                                   | 1                                      | 2                                      | 3                                      | 4                                      | 5                                      | 6                                      | 7                                      | 8                                      | 9                                      | 10                                     | 11                                     | 12                                     | 13                                     | 14                                     | 15                                     | 16                                     | 17                                     |                                        |
| -------------------------------------- | -------------------------------------- | -------------------------------------- | -------------------------------------- | -------------------------------------- | -------------------------------------- | -------------------------------------- | -------------------------------------- | -------------------------------------- | -------------------------------------- | -------------------------------------- | -------------------------------------- | -------------------------------------- | -------------------------------------- | -------------------------------------- | -------------------------------------- | -------------------------------------- | -------------------------------------- | -------------------------------------- |
| Positie                                | 76                                     | 42                                     | 26                                     | 14                                     | 9                                      | 5                                      | 4                                      | 3                                      | 3                                      | 3                                      | 6                                      | 10                                     | 14                                     | 19                                     | 24                                     | 43                                     | 68                                     | uit                                    |

### NPO Radio 2 Top 2000
| Nummer met noteringen in de NPO Radio 2 Top 2000 | '00 | '01 | '02 | '03 | '04 | '05 | '06  | '07 | '08 | '09  | '10  | '11  | '12  | '13  | '14  | '15  | '16  | '17  | '18  | '19  | '20  | '21  | '22  | '23  | '24  |
| ------------------------------------------------ | --- | --- | --- | --- | --- | --- | ---- | --- | --- | ---- | ---- | ---- | ---- | ---- | ---- | ---- | ---- | ---- | ---- | ---- | ---- | ---- | ---- | ---- | ---- |
| Black Velvet                                     | 549 | 510 | 593 | 651 | 742 | 941 | 1072 | 760 | 786 | 1739 | 1428 | 1280 | 1239 | 1413 | 1392 | 1402 | 1380 | 1229 | 1234 | 1286 | 1173 | 1300 | 1325 | 1365 | 1318 |

1. ↑  Een vetgedrukt getal geeft de hoogste notering aan.
2. ↑  2000 was het eerste jaar met een notering voor dit nummer.